# W・アヴェレル・ハリマン
ウィリアム・アヴェレル・ハリマン（英語: William Averell Harriman, 1891年11月15日 - 1986年7月26日）は、アメリカ合衆国の政治家、外交官、銀行家、実業家。商務長官、ニューヨーク州知事などを歴任した。アメリカ対日協議会のスポンサーであった。

## 生涯

### 生い立ち
1891年11月15日にニューヨーク州ニューヨークにて、エドワード・ヘンリー・ハリマンの子として誕生した。父は銀行家であり、ユニオン・パシフィック鉄道及びサザン・パシフィック鉄道の経営者（鉄道王）であった。やはりウォール・ストリートの投資銀行の経営者であったエドワード・ローランド・ノエル・ハリマンは弟である。グロートン校を経て1913年にイェール大学を卒業した。イェールではスカル・アンド・ボーンズのメンバーであった。

### 投資銀行家
1915年に父の経営するユニオン・パシフィック鉄道に入社し、1932年には同社の最高経営責任者に就任した。一方で父の投資銀行を引き継ぎ、「W・A・ハリマン」社を創設、同社には弟のE・R・ハリマンやその友人で後に上院議員になるプレスコット・ブッシュ、ブッシュの義父のジョージ・H・W・ブッシュが在籍していた。
ちなみにプレスコット・ブッシュは41代目アメリカ合衆国大統領ジョージ・H・W・ブッシュの父で、かつ43代目アメリカ合衆国大統領ジョージ・W・ブッシュの祖父である。同社は1931年に「ブラウン・ブラザース」社と合併し、「ブラウン・ブラザーズ・ハリマン」に改組した。

### 全国復興庁
ハリマン家は共和党支持の傾向が強く、特に弟E・R・ハリマンは熱心な共和党員であったが、アヴェレルはフランクリン・デラノ・ルーズヴェルト大統領のニューディール政策に共鳴する民主党員であった。
1934年にハリマンは政界入りし、全国復興庁（NRA）に入庁した。1935年に同庁及び全国産業復興法は連邦最高裁で違憲とされ、NRAは解散された。だが1937年には商務省に入り、再び政策立案に関与するようになる。

### 外交官
1941年にアメリカが第二次世界大戦に突入すると、外交で活躍するようになる。ハリマンはヨーロッパへの大統領特使として派遣され、戦争遂行についてイギリスのウィンストン・チャーチル首相と協議した。
1943年にフランクリン・ルーズヴェルト大統領はハリマンを在ソビエトアメリカ合衆国特命全権大使に任命し、1946年まで在職した。大使としてハリマンはチャーチルやヨシフ・スターリンら連合国の首脳間の調整を行った。大戦末期にソビエト連邦軍が中東欧諸国を占領していく中、ソ連の拡張に危機感を抱きワシントンに警告した最初の人物の1人が駐ソ大使であったハリマンである。ハリマンはトルーマン・ドクトリンやマーシャル・プランなどの冷戦政策に大きな影響を与えた。

### 商務長官
第二次世界大戦終結翌年の1946年に在イギリスアメリカ合衆国特命全権大使となったが、間もなくヘンリー・ウォレスに代わってアメリカ合衆国商務長官に指名され、1948年まで在職した。同時に戦後のヨーロッパ復興を目的とした「マーシャル・プラン」遂行の責任者に任命された。

### ニューヨーク州知事と大統領候補
1952年には大統領候補としての指名を求め、民主党大会でニューヨーク州、アイダホ州、ワイオミング州、ユタ州の代議員団の票を獲得したが、アドレー・スティーブンソンイリノイ州知事に敗れた。
1954年にトマス・デューイニューヨーク州知事がこの年の知事選挙に出馬しないことを決めると、彼は立候補し、共和党候補でデューイの後援を受けたアーヴィング・アイヴス上院議員を破りニューヨーク州知事となった。しかし、1958年にはネルソン・ロックフェラーの前に敗北し、彼のニューヨーク州知事としての任期はわずか1期であった。1956年にも再び大統領候補指名争いに加わり、ハリー・S・トルーマン前大統領の推薦を受けたが失敗した。

### 国務次官
1961年1月20日にジョン・F・ケネディ政権が発足するとハリマンは無所任大使に任命され、次いで1961年には極東担当国務次官補に任命される。1963年には国務省ナンバー3のポストである政治担当国務次官に昇格し、続くジョンソン政権でも同職にとどまったが、閣僚も経験し、外交官としてのキャリアも豊富なハリマンにとっては地位の低いポストだった。
しかし、ケネディ政権時代に始まったベトナム戦争をめぐり悪化する日本をはじめとするアジア諸国との関係強化に尽力した。リチャード・ニクソン政権下においてベトナム戦争を終結させるため北ベトナムとのパリ和平交渉がスタートすると、ハリマンはキャリアを生かし、1968年から69年にベトナム和平交渉のアメリカ代表として重要な役割を果たした。

### 晩年
1976年アメリカ合衆国大統領選挙では、民主党候補者となったジミー・カーターのブレーンとして活動した。1976年9月20日にはソビエト連邦を訪問してブレジネフ書記長と会談。カーターの当選を見据えて政治姿勢などの説明も行っている。
その後はプライベートな生活に戻って複数の著書を世に出したが、1986年に死去した。

## 著書
- 『フルシチョフ君の挑戦』（大谷正義訳, 自由アジア社, 1961年）
- 『米ソ変わりゆく世界』（吉沢清次郎訳, 時事通信社, 1971年）
- Special Envoy to Churchill and Stalin, 1941-1946, (Random House, 1975).